# Triisodontidae
De Triisodontidae zijn een groep van uitgestorven carnivore hoefdieren uit de Mesonychia. Deze dieren leefden in het Paleoceen en Eoceen. Onder meer Andrewsarchus (indien het een mesonychiër was), een van de grootst bekende vleesetende landzoogdieren, behoort tot de Triisodontidae.

## Classificatie
De triisodonten worden beschouwd als tussengroep in de ontwikkeling van de arctocyoniden naar de mesonychiden. Deze hoefdieren wordt soms ingedeeld als onderfamilie Triisodontinae binnen de Arctocyonidae. Oxyclaenus geldt als nauwe verwant.

## Ontwikkeling
In het Puercan ontwikkelden de triisodonten zich in Noord-Amerika. De triisodonten kenmerken zich door grote kaken met steviggebouwde tanden. Fossielen van triisodonten zijn met name gevonden in het San Juan-bekken. Eoconodon verscheen in het Midden-Puercan en het was een van de eerste zoogdieren in Noord-Amerika met een formaat dat significant groter was dan dat van de laatste Mesozoïsche zoogdieren uit het gebied. Goniacodon, Stelocyon en Triisodon zijn bekend uit het Torrejonian, waarbij eerstgenoemde overleefde tot het Vroeg-Tiffanian. In de Vroeg-Paleocene leefgemeenschappen van Noord-Amerika vulden de triisodonten waarschijnlijk samen met de arctocyoniden de niche van roofzoogdier. Mondegodon uit het vroegste Eoceen van Portugal is de enige bekende Europese triisodont. Andrewsarchus geldt als een late Aziatische overlever van de Triisodontidae.